# Denisse Angulo
Denisse Angulo (Guayaquil, 11 de noviembre de 1992) es una presentadora de televisión ecuatoriana, conocida por ser parte del reality Combate, de RTS.

## Primeros años y estudios
Desde los 7 años de edad estuvo involucrada en el mundo del deporte, siendo una deportista destacada en el área del atletismo, por lo cual fue seleccionada de la provincia del Guayas y de Ecuador en los 100 metros planos, con más de 100 medallas y trofeos obtenidos en su vida, hasta que a los 18 años de edad, decidió abandonar el deporte debido a la falta de apoyo que recibe esa disciplina en el país, por lo que sintió perder el tiempo después de graduarse del colegio en espera de recibir una beca para continuar con el deporte e ingresar a una buena universidad.
Cursó la carrera de Comunicación Social en la Facultad de Comunicación Social (FACSO) de la Universidad de Guayaquil, durante el 2015 y 2016.

## Carrera

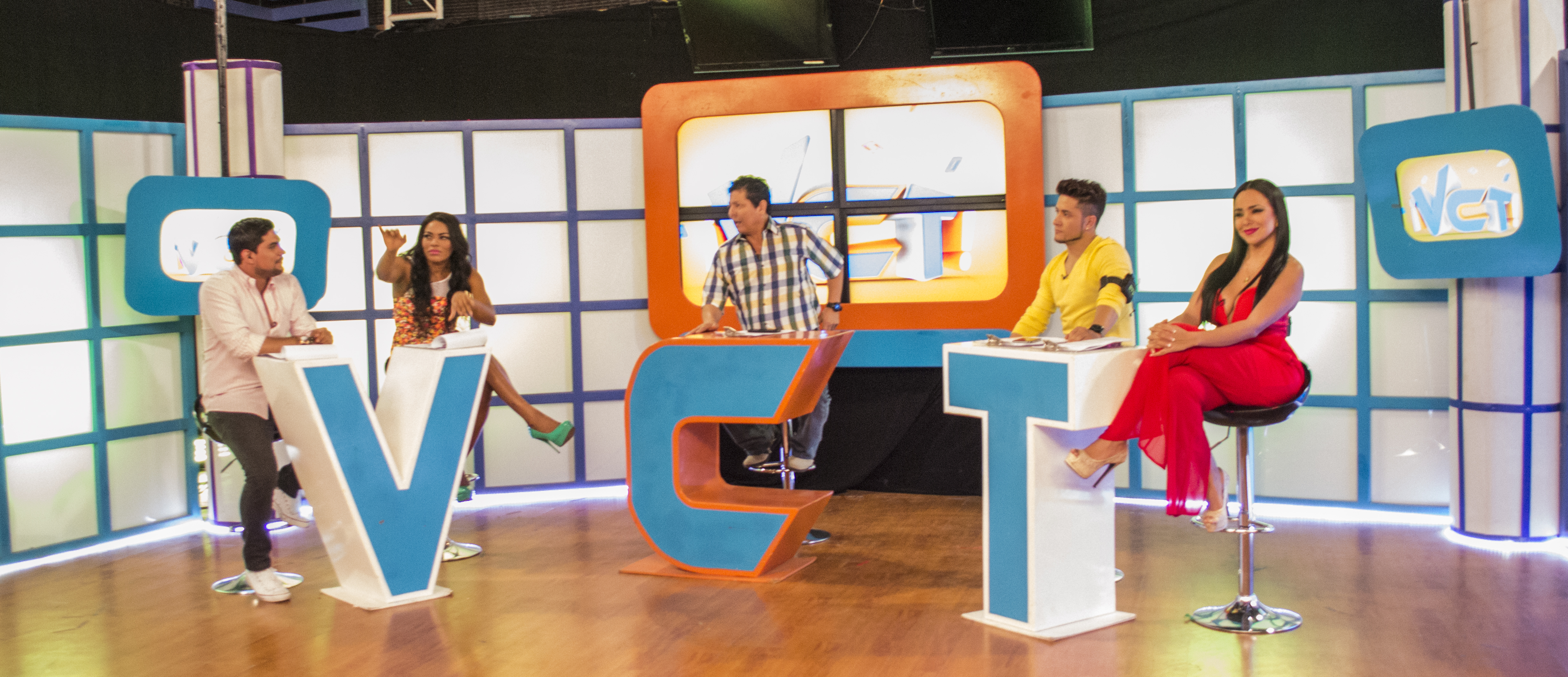
En el set de Vamos Con Todo, en 2014 con Emilio Pinargote, Denisse Angulo, Oswaldo Segura (centro), Jorge Heredia y Adriana Sánchez.

### Televisión
Debutó en televisión sin buscarlo, luego de acompañar a una amiga al casting del reality Súper modelo de TC Televisión, donde asistió con los tacones del uniforme de su colegio y terminó por ser seleccionada, hasta llegó a cuartos de final en el reality.
Luego fue una de las primeras competidoras del reality Combate, de RTS. Después fue llamada a formar parte del programa concurso A toda maquina, de Canal Uno, como conductora.
En 2012 fue víctima de burlas por parte del programa argentino ShowMatch, en el que le hicieron bromas muy pesadas y vulgares sobre su apellido y color de piel, mediante el conductor José María Listorti, lo que fue muy criticado por la audiencia.
En 2014 tuvo una nueva aparición en el programa Combate, haciendo equipo con Oswaldo Vargas, Paco Gemelo, Karina Hidalgo, Michela Pincay y Jorge Heredia, sus compañeros de las primeras temporadas, contra los nuevos concursantes Teté Ronquillo, Fernando Tufiño, Isis Zurita, Fanny Garcés, Bryan Ramos y Pepe Tola, en un especial llamado Combate X.
Más tarde se unió como reportera y luego presentadora del programa de farándula Vamos Con Todo, de RTS, junto a Oswaldo Segura, Jorge Heredia, Emilio Pinargote, Carla Sala y Adriana Sánchez. En dicho programa permaneció hasta 2015.
Se unió al programa educativo PluriTV como conductora, en 2015, luego que María Mercedes Cuesta abandonara el espacio por asuntos personales.
En 2021 se une al reality de baile Soy el mejor de TC Televisión en su quinta temporada, resultando ganadora. En 2022 forma parte de la sexta temporada del programa como una de sus conductoras, junto a Ronald Farina y Carolina Jaume.

### Certámenes de belleza
En 2011 ganó el Miss Reef Ecuador en Montañita y en 2012 ganó el Miss Sea World en Perú.
En abril de 2015, luego de 3 semanas de preparación y 3 años de no haber concursado en un certamen de belleza, representó al Ecuador y ganó el Miss Model Revolution Internacional, realizado en Puerto Rico.

## Vida personal
Se casó en 2021 con Michael Ochoa, con quien tiene una relación de noviazgo desde los 19 años de edad y tuvo dos hijos, Santiago, en 2016, y Martín, en 2018, el cual nació en Estados Unidos, donde reside la pareja.

## Filmografía

### Programas
| Año       | Programa               | Rol          |
| --------- | ---------------------- | ------------ |
| 2022      | Soy el mejor           | Presentadora |
| 2021      | Soy el mejor           | Participante |
| 2016-2017 | PluriTV                | Presentadora |
| 2014-2015 | Vamos Con Todo         | Presentadora |
| 2013      | A toda máquina         | Presentadora |
| 2011-2012 | Combate                | Participante |
| 2010      | Quiero ser supermodelo | Participante |